# فهرست استان‌های ایران بر پایه تولید ناخالص داخلی
شاخص محصول ناخالص داخلی نشان دهنده قدرت تولید و قدرت زایندگی یک اقتصاد است از جمع ارزش کالاها و خدمات نهایی تولید شده در داخل یک اقتصاد در یک بازه زمانی مشخص (یک سال) به دست می‌آید.یکی از مهم‌ترین ابزارهای آماری برای بررسی عملکرد اقتصادی مناطق و تحلیل امکانات و پتانسیل‌های آن‌ها، حساب‌های ملی و حساب منطقه‌ای(حساب تولید استانی و حساب تولید شهرستانی) می‌باشد. در واقع حساب‌های منطقه‌ای با ارائه اطلاعات کافی در خصوص سهم بخش‌های مختلف اقتصادی از کل اقتصاد و مزیت نسبی آن‌ها زمینه مناسبی را برای برنامه‌ریزان و سیاست‌گذاران در راستای تدوین برنامه‌های توسعه فراهم می‌آورد.محصول ناخالص داخلی در سطوح استانی(نتایج حساب تولید استان) و شهرستانی محاسبه و منتشر می‌شود.مرکز آمار ایران مسئولیت اصلی تهیه محصول ناخالص داخلی استان و محصول ناخالص داخلی شهرستانها را به عهده دارد(محصول ناخالص داخلی استان و شهرستان با نامهای حساب تولید استان، حساب تولید شهرستان، حساب ارزش افزوده شهرستان نیز شناخته می‌شود)هر چه تولید ناخالص داخلی بیشتر باشد به نوعی می‌توان گفت که آن اقتصاد بزرگتر و قوی تر است.

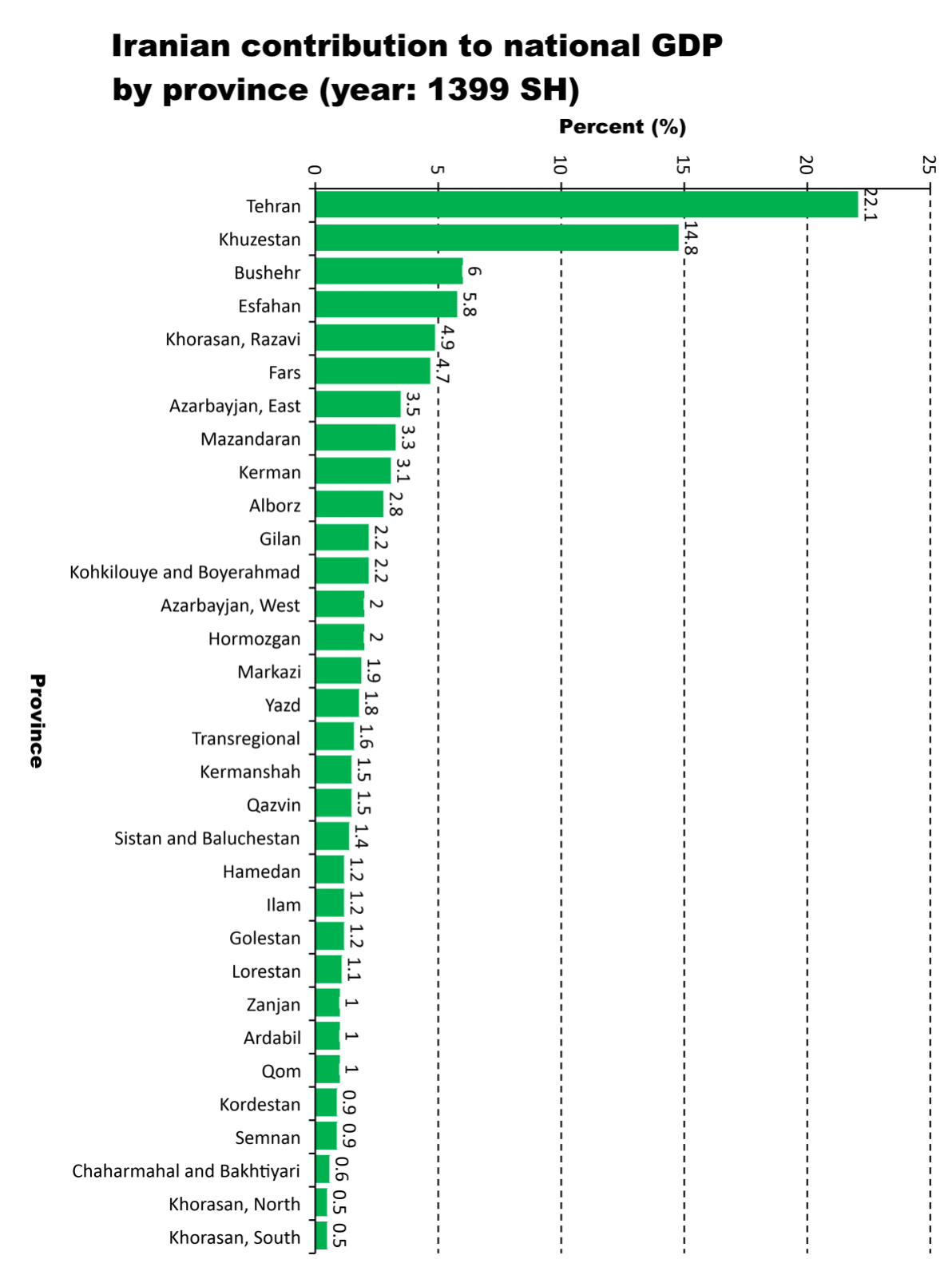
استان‌های ایران برپایهٔ مشارکت در تولید ناخالص ملی در سال ۱۳۹۹

فهرست زیر نشان دهندهٔ درصد تولید ناخالص داخلی استان‌های ایران بر اساس اطلاعات مرکز آمار ایران در سال ۱۳۹۹ شمسی است.
| ردیف | نام استان           | درصد از تولید ناخالص داخلی کل کشور |
| ---- | ------------------- | ---------------------------------- |
| ۱    | تهران               | ۲۲٫۱                               |
| ۲    | خوزستان             | ۱۴٫۸                               |
| ۳    | بوشهر               | ۶                                  |
| ۴    | اصفهان              | ۵٫۸                                |
| ۵    | خراسان رضوی         | ۴٫۹                                |
| ۶    | فارس                | ۴٫۷                                |
| ۷    | آذربایجان شرقی      | ۳٫۵                                |
| ۸    | مازندران            | ۳٫۳                                |
| ۹    | کرمان               | ۳٫۱                                |
| ۱۰   | البرز               | ۲٫۸                                |
| ۱۱   | گیلان               | ۲٫۲                                |
| ۱۲   | کهگیلویه و بویراحمد | ۲٫۲                                |
| ۱۳   | آذربایجان غربی      | ۲                                  |
| ۱۴   | هرمزگان             | ۲                                  |
| ۱۵   | مرکزی               | ۱٫۹                                |
| ۱۶   | یزد                 | ۱٫۸                                |
| ۱۷   | فرامنطقه ای         | ۱٫۶                                |
| ۱۸   | کرمانشاه            | ۱٫۵                                |
| ۱۹   | قزوین               | ۱٫۵                                |
| ۲۰   | سیستان و بلوچستان   | ۱٫۴                                |
| ۲۱   | همدان               | ۱٫۲                                |
| ۲۲   | ایلام               | ۱٫۲                                |
| ۲۳   | گلستان              | ۱٫۲                                |
| ۲۴   | لرستان              | ۱٫۱                                |
| ۲۵   | زنجان               | ۱                                  |
| ۲۶   | اردبیل              | ۱                                  |
| ۲۷   | قم                  | ۱                                  |
| ۲۸   | کردستان             | ۰٫۹                                |
| ۲۹   | سمنان               | ۰٫۹                                |
| ۳۰   | چهارمحال و بختیاری  | ۰٫۶                                |
| ۳۱   | خراسان شمالی        | ۰٫۵                                |
| ۳۲   | خراسان جنوبی        | ۰٫۵                                |